# Archechiniscus symbalanus
Espèce
Archechiniscus symbalanus est une espèce de tardigrades de la famille des Archechiniscidae. 

## Distribution
Cette espèce est endémique de Thaïlande. Elle a été découverte dans la mer d'Andaman dans l'océan Indien. Elle est associée à Amphibalanus variegatus.

## Publication originale
- Chang & Rho, 1998 : Three new tardigrade species associated with barnacles from the Thai coast of Andaman Sea. The Korean Journal of Biological Sciences, vol. 2, no 3, p. 323–331.